# Onze menús
Onze menús és una col·lecció de cartes de menú il·lustrades per Paul Gauguin, fetes al voltant de l'any 1900 durant la seva segona estada a Tahití.
Es coneixen onze d'aquests menús il·lustrats en paper Japó, de 20 x 17,2 cm, fets amb tinta i llapis i pintats a l'aquarel·la i carbó. A més del menú, tenen un dibuix i un títol o descripció. Són de propietat privada.

Onze menús de Paul Gauguin
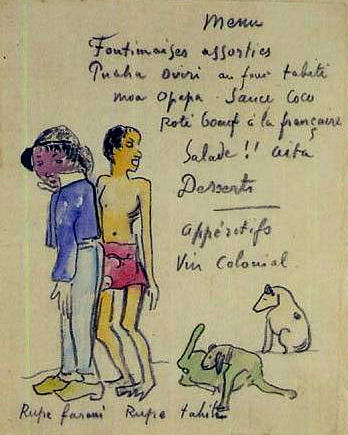
Rupe farani Rupe tahiti
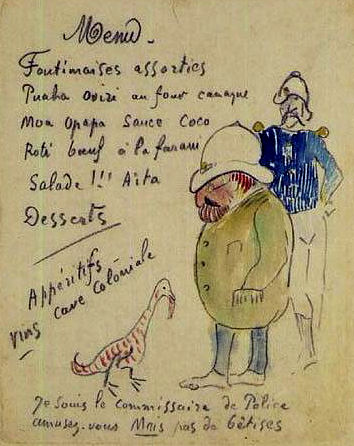
Le commissaire de Police
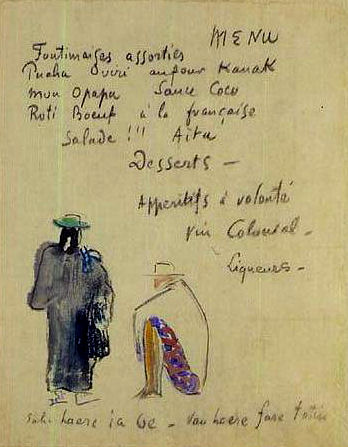
Euh haere ia oe, van haere fare Totin
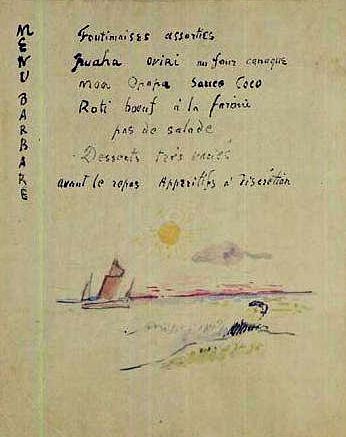
Menu barbare
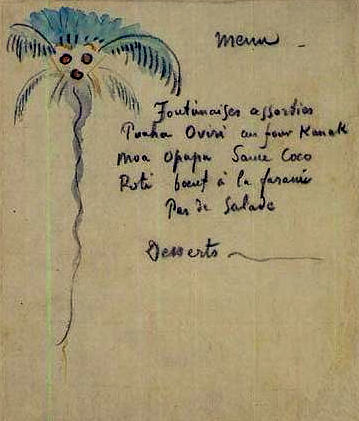
Menu au palmier
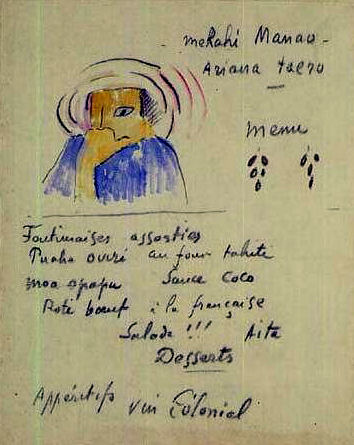
Mehahi manao ariana taero
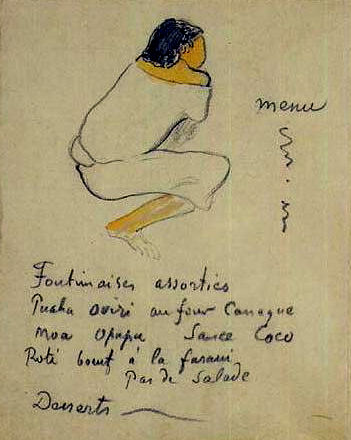
Tahitienne assise
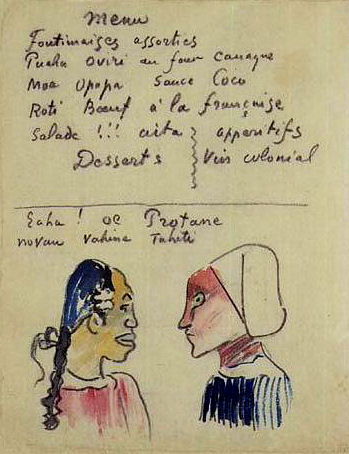
Eaha! Oe Protane, no vau vahine Tahiti
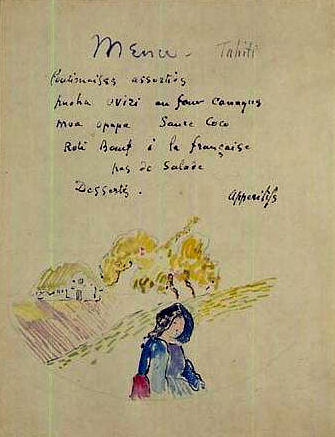
Menu Tahiti
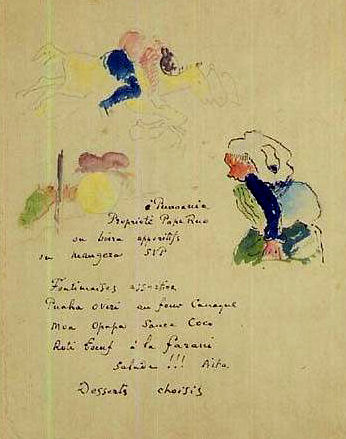
À Punoauia, propriété Papa Ruo
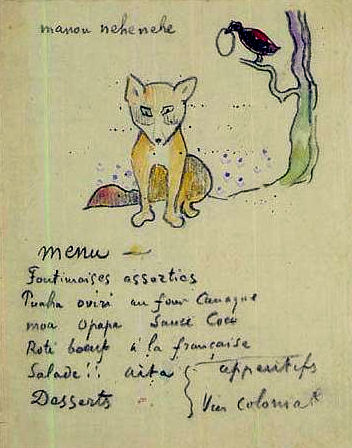
Manou nehenehe

## Menú
El menú proposat per Gauguin és el mateix en totes les il·lustracions:
Foutimaises assorties

∗

Puaha oviri au four canaque

∗

Moa opapa sauce coco

∗

Rôti boeuf à la farani

∗

Salade !! Aita

∗

Desserts, Apéritifs, Vin coloniale
L'entrant de foutimaises assortides és una expressió inventada per Gauguin. Probablement és una modificació del francès foutaise, és a dir «assortiment de foteses». Un entrant típic del país era una combinació de trossos petits de fruita en oli i vinagre, verdura fortament condimentada, crustacis petits i filets de peix cru marinats amb llimona.
El primer plat, puaha oviri, és el porc salvatge de Tahití, en tahitià normalitzat pua'a 'ōviri o pua'a mā'ohi. Au four canaque indica la preparació al forn polinesi, o canac com s'anomenava llavors en general als indígenes oceànics. És típic de Tahití on s'anomena ahi ma'a. Es tracta d'un forat fet a terra. En el fons s'hi posen pedres volcàniques posades roents, es cobreix de fulles verdes de bananer, després l'aliment a coure embolicat amb fulles, i es tapa amb sorra.
Moa opapa sauce coco significa «pollastre en salsa de coco». Moa és en tahitià un «pollastre», i l'afegit opapa ('ōpapa) indica «sense cua», un tipus especial de pollastre.
Rôti boeuf à la farani, barrejant paraules tahitianes i franceses (farāni), és «rostit de bou a la francesa».
La línia Salade !! Aita, «gens d'amanida», és una broma de Gauguin. 'Aita és la negació en tahitià, i amb això diu als convidats que havien de renunciar a l'amanida en aquest menjar. Finalment, el menú es completa amb postres, aperitius i vi colonial.

## Context
El 1898, Gauguin tenia dificultats econòmiques i va abandonar la seva cabana a Punaauia per instal·lar-se a la capital Papeete on va trobar una feina de comptable. Situat en l'ambient colonial, va començar a escriure en el periòdic Les Guêpes (les vespes) per defensar els interessos indígenes. L'alcalde Cardella, que estava enfrontat al governador Gustave Gallet, el va animar a seguir escrivint amb el seu estil satíric. L'agost de 1899 va fundar el seu propi periòdic Le Sourire (el somriure) molt crític, amb un estil satíric i caricaturesc, al governador i el seu cercle.
L'any 1900 arriba a un acord amb el seu marxant Ambroise Vollard pel que li enviaria 24 quadres a l'any a canvi d'un sou mensual de 300 francs (uns 1.000 euros actuals). Amb una posició financera estable, va tornar a Punaauia, però sorprenentment no va pintar cap quadre durant l'any 1900. Només va fer algunes escultures i dibuixos, absort en la feina periodística. És en aquest context que va fer els seus menús, possiblement organitzant vetllades a casa seva.
La col·lecció de menús va ser exposada per primera vegada el 1949 al Museu de l'Orangerie de París amb motiu de l'exposició del centenari de Gauguin. El 1950 es va fer una edició limitada i numerada de litografies amb una presentació de Robert Rey:
Rey, Robert. Onze menus de Paul Gauguin: menus propos (en francès).  Ginebra: G. Cramer, 1950. OCLC 7493186.

## Convit
Es desconeixen les circumstàncies al voltant d'aquest menjar. La data està estimada entre la primavera de 1900, quan es va estabilitzar la situació financera de Gauguin, i final de l'estiu de 1901, quan va abandonar Tahití cap a les Marqueses.
El lloc on es va produir està indicat en la inscripció d'un dels menús À Punoauia, propriété Papa Ruo, où boira appéritifs, où mangera SVP. Sens dubte es tracta de Punaauia, situat al sud de la capital Papeete, on es va establir Gauguin. La propietat Papa Ruo, «el vell Papa», deu indicar on era casa seva. La inscripció afegeix «on es beurà, on es menjarà, si us plau». En un altre dels menús hi ha la inscripció Euh haere ia oe, van haere fare Totin. L'expressió resulta confusa, però amb la il·lustració d'un home assegut i una tahitiana que passa per davant, es pot entendre la conversa: «On vas? Vaig a casa de Gauguin». En realitat, els tahitians havien adaptat la fonètica del cognom Gauguin com Toti.
Sobre la identitat dels convidats només es pot especular. Robert Rey cita una carta de Gauguin a Daniel de Monfreid on diu que amb la seva activitat com a periodista a Le Sourire «he fet alguns amics interessants (políticament parlant)». De fet, els seus articles són molt crítics i insolents amb les autoritats colonials i eclesiàstiques. L'advocat Léonce Brault era un dels subscriptors a Le Sourire i editor del diari satíric Les Guêpes. L'abril de 1900, Gauguin va deixar de publicar Le Sourire però va seguir escrivint a Les Guêpes. En un dels menús fa una caricatura del comissari de policia i afegeix la inscripció «sóc el comissari de policia, divertiu-vos, però res de bestieses». Es tracta d'Ernest Tabanou, comissari a Papeete de 1877 a 1904.
Destaca la presència de bretones en tres dels menús. En un d'ells s'encaren una bretona i una tahitiana amb la inscripció: «Ah no! Tu ets bretona, jo sóc tahitiana». En el menú Manou nehenehe (bell ocell) hi dibuixa, a més d'un ocell, una guineu. Era un animal desconegut a Tahití, i utilitzat sovint per Gauguin com a símbol de perversitat.